# Уайлз, Ирвинг Рамзи
Ирвинг Ра́мзи Уайлз (англ. Irving Ramsey Wiles, 8 апреля 1861, Ютика, штат Нью-Йорк — 29 июля 1948, Лонг-Айленд, штат Нью-Йорк) — американский живописец-портретист, автор фигурных композиций и пейзажей.
Его манера отмечена раскованной элегантностью письма, характерной для американской космополитической живописи рубежа XIX и XX веков. Ученик Уильяма Меррита Чейза, он достиг известности как портретист, создав обширную портретную галерею американских знаменитостей первых десятилетий XX века. Долгие годы вёл педагогическую практику. Получил множество наград как постоянный участник международных, — в том числе всемирных, — выставок.

## Биография

### Детство
Ирвинг Рамзи Уайлз родился в Утике, штат Нью-Йорк; вырос на Вашингтон-сквер в Нью-Йорке, неподалёку от мастерской своего отца, успешного пейзажного живописца Лемуэля Мейнарда Уайлза (1826—1905). В детстве Ирвинг Уайлз получил музыкальное образование по классу скрипки. Но к 17-летнему возрасту полностью переключается на занятия живописью. Он начинает брать уроки изобразительной грамоты и построения художественной формы у своего отца и уже через год выставляет работы в Национальной академии дизайна.

### Годы обучения
Первоначальное художественное образование он получает в Седжвик институте / Грейт Баррингтон, штат Массачусетс, а с 1879-го по 1881 год учится в Нью-Йорке, в местной Лиге студентов-художников под руководством Уильяма Меррита Чейза.
В возрасте 20 лет он решает продолжить образование во Франции. В Париже молодой художник занимается в Академиях Жюльена и Коларосси, где его успехи были отмечены серебряной медалью.
Также он берёт уроки портретной живописи у Каролюса Дюрана (1838—1917), среди учеников которого был прославленный соотечественник Ирвинга Уайлза, Джон Сингер Сарджент (1856—1925).
По прошествии двух лет, весной 1884 года, Уайлз вернулся из Парижа в Нью-Йорк.

### Первые значительные успехи
В Нью-Йорке художник начинает свою творческую карьеру как иллюстратор, публикуясь в таких изданиях, как Scribners, Harper’s и The Century. Однако, вскоре обращается к портретной живописи, и достигает на этом поприще ощутимых успехов. К 1890-м годам Уайлз зарекомендовал себя как перспективный фигуративный художник Восточного побережья, а в первой четверти XX века признан одним из наиболее влиятельных портретистов США.
Это признание было связано с шумным успехом портрета актрисы Джулии Ма́рло (Julia Marlowe), исполненного Ирвингом Уайлзом в 1901 году. Полотно было выставлено в Национальной Академии дизайна и получило благосклонные отзывы публики и прессы.
Вскоре Уайлз получает заказы от видных клиентов, в числе которых и крупные бизнесмены, и политические деятели, как например, Госсекретарь США Уильям Дженнингс Брайан, президент Теодор Рузвельт (см. чёрно-белое воспроизведение портрета Рузвельта, исполненного в 1906 году, когда тот был удостоен Нобелевской премии мира за усилия по заключению русско-японского Портсмутского мирного соглашения).

### Педагогическая практика
По примеру Уильяма Чейза, существенной частью своей художественной карьеры Уайлз делает преподавание. В 1895 году, вместе со своим отцом Уайлз основывает летнюю школу в Пеконик Бэй (Peconic Bay), Риверхед, Лонг-Айленд, неподалёку от школы Уильяма Меррита Чейза в Шиннекок Хиллз (Саутгемптон).
Помимо пленэрных занятий в летней школе он даёт частные уроки на Лонг-Айленде и в Нью-Йорке. Преподавал он также в нескольких престижных художественных школах, включая Нью-Йоркскую школу изобразительного и прикладного искусства.
Как дань уважения перед талантом своего учителя, живописца Уильяма Чейза (1849—1916), после его смерти Ирвинг Уайлз принял заказ на завершение нескольких незаконченных работ мэтра в его мастерской.

## Награды
Ирвинг Рамзи Уайлз многие годы экспонировал свои живописные работы на международных выставках и был удостоен ряда престижных наград, включая медали Всемирной выставки «World’s Columbian Expo» в Чикаго (1893), медали и призы на Всемирных выставках в Париже в 1889 и 1900 годах; «Pan American Expo» в Буффало (1901), золотую медаль выставки «Pan Pacific International Expo» в Сан-Франциско (1915).
Он был членом влиятельных художественных ассоциаций своего времени, в том числе Американского общества акварелистов и Общества американских художников, от которого в 1897 был избран действительным членом Национальной Академии дизайна.

## Музейные собрания
Работы мастера хранятся в важнейших коллекциях США и Европы:
- Музей Метрополитен, Нью-Йорк
- Художественный музей Пэрриш, Саутгемптон, Нью-Йорк
- Музей Нью-Йоркского исторического общества (англ.)
- Музей американского искусства Терра (англ.), Чикаго, штат Иллинойс
- Художественный институт Чикаго
- Музей изобразительных искусств Сан-Франциско, Калифорния
- Смитсоновский музей американского искусства, Вашингтон
- Собрание Тиссена-Борнемисы, Мадрид

## Галерея
- Портрет Уолтера Л. Палмера, 1909
- Портрет Джульеты Инесс,
внучки художника
Дж. Иннесса, 1903
- Соната, 1889
- Оформление меню для «Lotos Club», NY.
Март 1893

- «Через всю Азию» — журнальная графика, 1894
- «Через всю Азию» — журнальная графика, 1894